# Entacmaea quadricolor
Entacmaea quadricolor (Leuckart, 1828) è un anemone di mare della famiglia Actiniidae.

## Descrizione

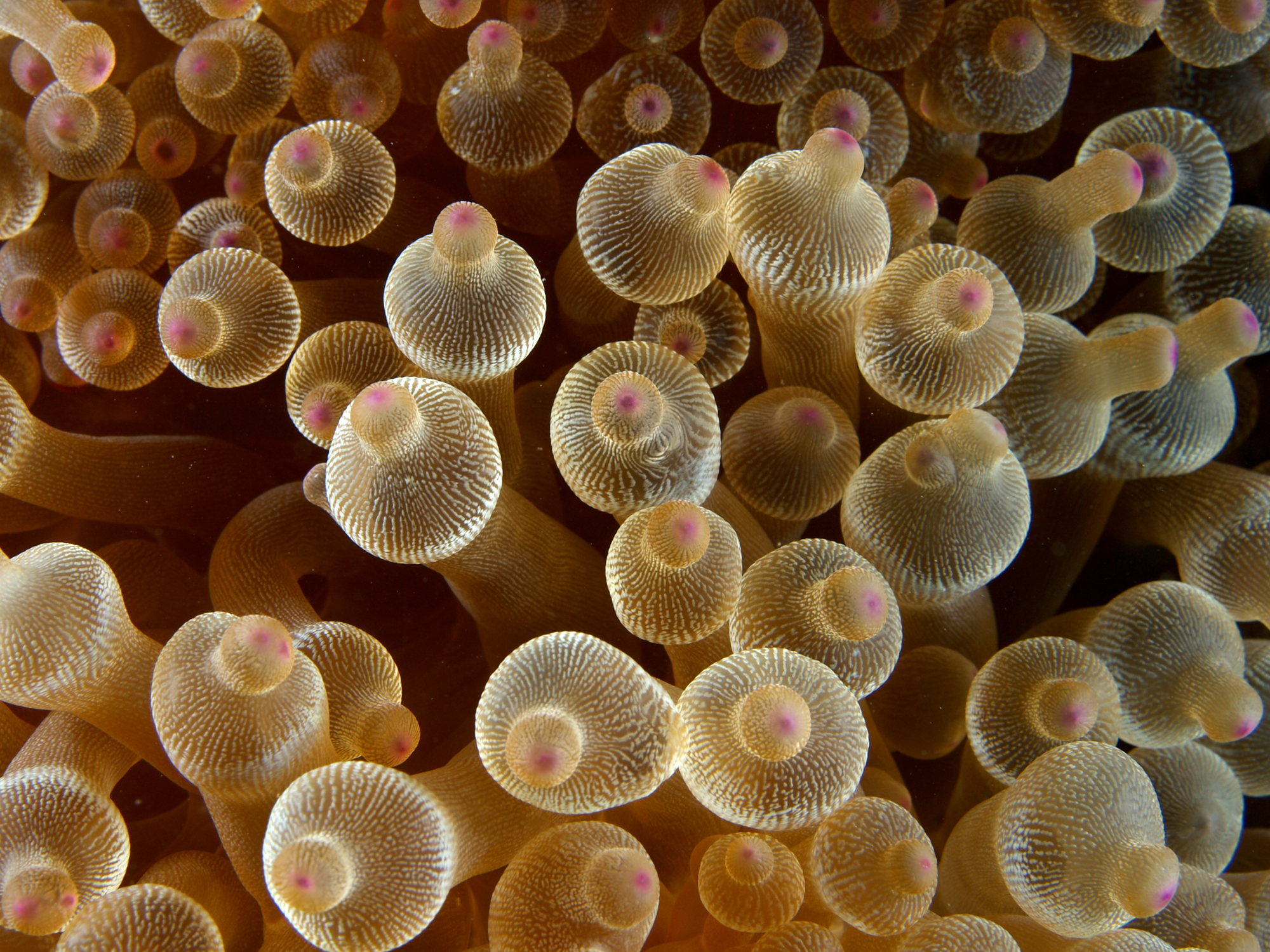
Dettaglio dell'apice dei tentacoli

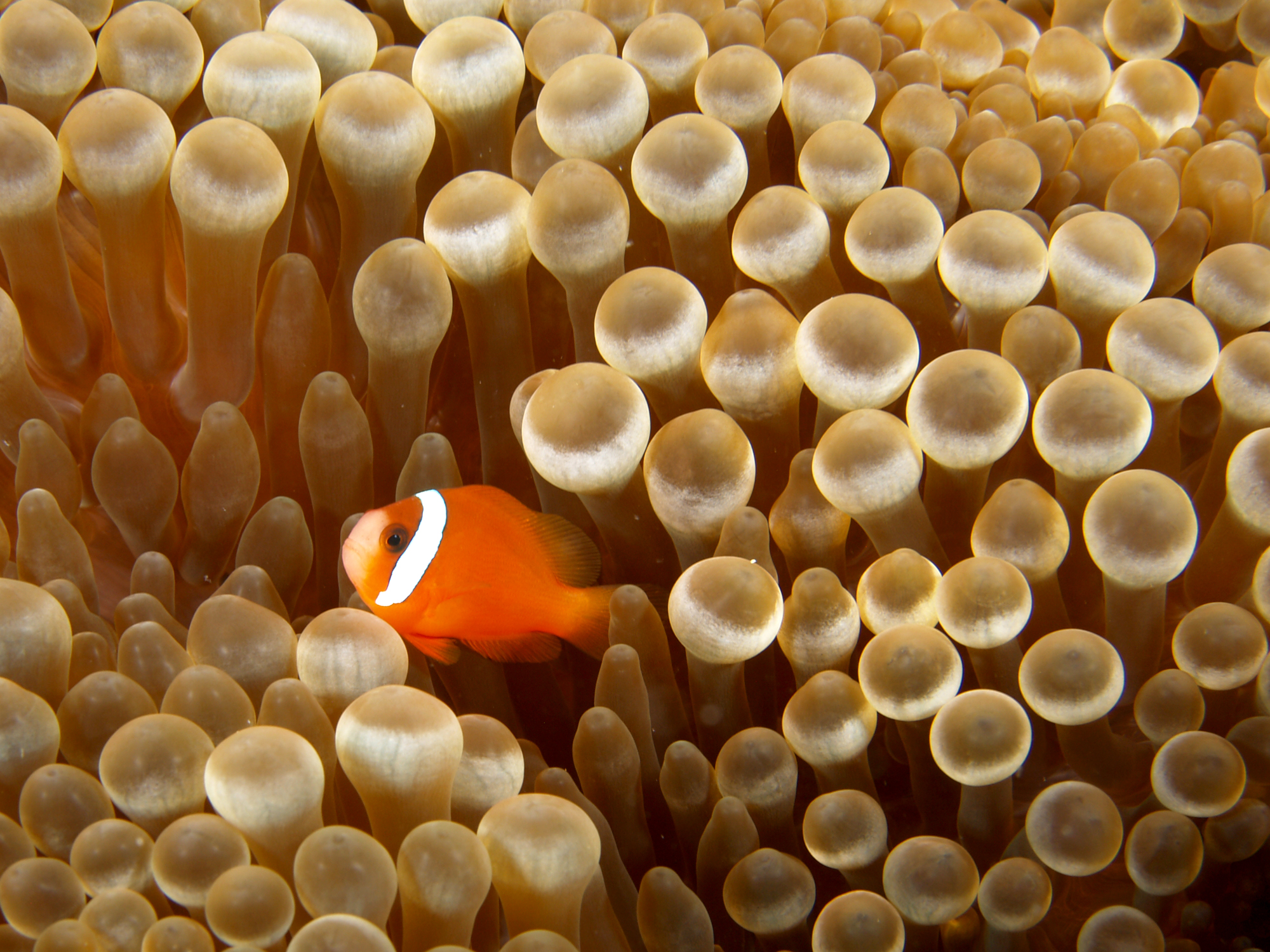

Sono polipi coloniali o solitari, dotati di tentacoli lunghi circa 10 cm, di colore bruno, che usualmente presentano nella parte terminale un rigonfiamento bolloso, con una striscia equatoriale bianca; l'apice del tentacolo è rossa o più raramente blu.  Il disco orale è dello stesso colore dei tentacoli e ha un diametro variabile da 5 a 40 mm. Il corpo è cilindrico, usualmente di colore bruno, talvolta rossastro o verdastro. Il disco pedale non è solitamente visibile in quanto profondamente annidato in fenditure della roccia. Le forme coloniali formano aggregazioni molto numerose che ricoprono vaste superfici rocciose.

## Biologia
Questo anemone stabilisce rapporti di simbiosi con diverse specie di pesci pagliaccio della sottofamiglia Amphiprioninae (Amphiprion akindynos, A. allardi, A. bicinctus, A. chrysopterus, A. clarkii, A. ephippium, A. frenatus, A. mccullochi, A. melanopus, A. omanensis, A. rubrocinctus, A. tricinctus, Premnas biaculeatus).
I tentacoli di E. quadricolor contengono una proteina fluorescente rossa, denominata eqFP611, utilizzata come marker in biologia molecolare.

## Distribuzione e habitat
La specie è presente nel bacino dell'Indo-Pacifico, dal mar Rosso e dalle coste dell'Africa orientale e del Madagascar sino alla Micronesia e alla Melanesia.